# Glycyrrhiza zaissanica
Glycyrrhiza zaissanica es una especie de planta floral del género Glycyrrhiza, familia Fabaceae, orden Fabales.

## Distribución
Se distribuye por Kazajistán y Sinkiang.

## Taxonomía
Fue descrita por Serg. y publicada en Sist. Zametki Mater. Gerb. Krylova Tomsk. Gosud. Univ. Kuybysheva 1933(1-2): 11 (1933).